# Cratere McNair
McNair è un cratere lunare di 32,02 km situato nella parte sud-orientale della faccia nascosta della Luna.